# كيفن كوفيس
كيفن كوفيس (بالإنجليزية: Kevin Covais)‏ مواليد 30 مايو 1989 في ليفيتاون، الولايات المتحدة، هو ممثل أمريكي بدأ مسيرته الفنية سنة 2006.

## الأعمال

### أفلام
- آلام المخاض (2009) (بدور: غريغ)
- رجال ذو بزات سوداء 3 (2012)
- سارق الهوية (2013) (بدور: كيفن)
- المتحولون: عصر الانقراض (2014)

### مسلسلات
- شبح هامس (2009)

## روابط خارجية
- كيفن كوفيس على موقع IMDb (الإنجليزية)
- كيفن كوفيس على موقع ألو سيني (الفرنسية)
- كيفن كوفيس على موقع ميوزك برينز (الإنجليزية)
- كيفن كوفيس على موقع أول موفي (الإنجليزية)
- كيفن كوفيس على موقع قاعدة بيانات الفيلم (الإنجليزية)
- كيفن كوفيس على موقع كينوبويسك (الروسية)